# Perinetto da Benevento
Perinetto da Benevento (Benevento, ... – ...; fl. XV secolo) è stato un pittore italiano vissuto nel XV secolo.

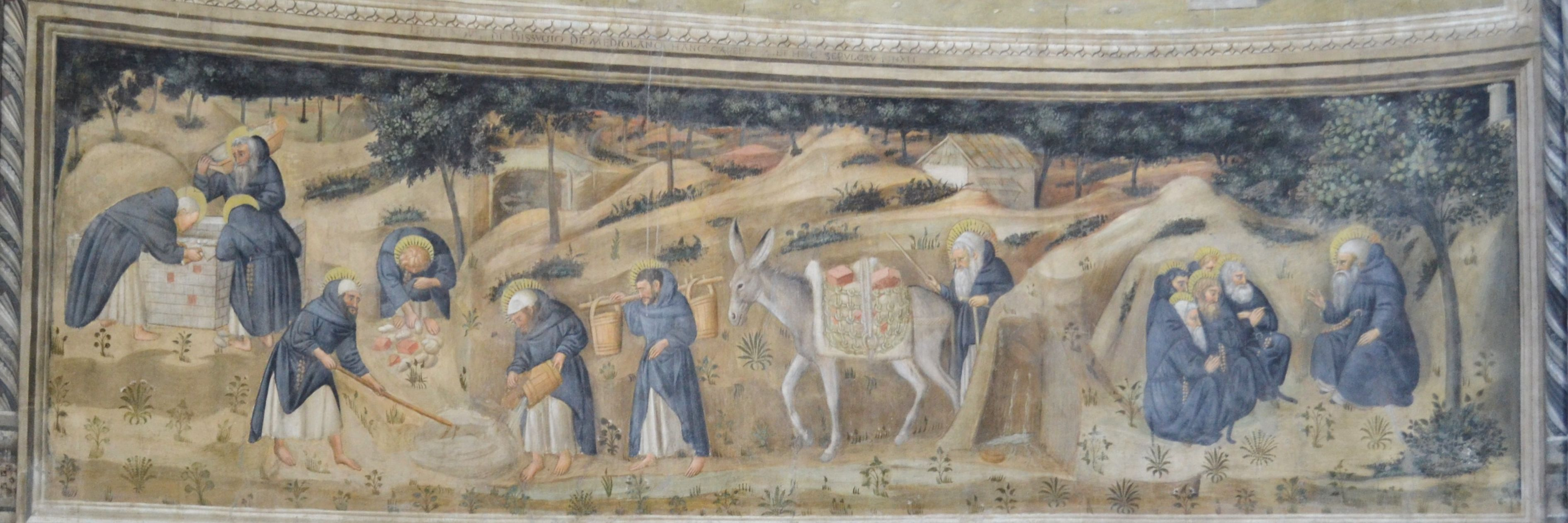
Storie eremitiche dei padri agostiniani, Cappella Caracciolo del Sole della chiesa di San Giovanni a Carbonara di Napoli

Il rinnovato interesse della critica per Perinetto da Benevento si è espresso nell'attribuzione di numerose opere pittoriche, fondamentali nel percorso della pittura campana degli inizi del XV secolo, prima della svolta culturale flandro-borgognona operata da Antonio Colantonio.
Esso è partito dall'unico lavoro che finora gli si può assegnare con certezza sulla base della firma apposta su uno degli affreschi della parete sinistra della Cappella Caracciolo del Sole della Chiesa di San Giovanni a Carbonara a Napoli, eseguiti in collaborazione con il milanese Leonardo da Besozzo , la cui firma, compare sulla parete destra. Si tratta della Cappella di Sergianni che si apre dietro al mausoleo del re Ladislao su due registri: Le storie della Vergine sul lato superiore, e le storie eremitiche su quello inferiore.
Il nome di Perinetto compare per la prima volta nell'opera di Camillo Tutini sui Seggi di Napoli, scritto nel 1643. Egli ricordava che nell'affresco della Natività della Madonna della cappella Caracciolo «era dipinto un edificio antico, il cui autore era un pittore beneventano di nome "Perrinetto da Benevento" come si leggeva sull'affresco».
In seguito, l'archeologo tedesco H.W.Schulz, esaminando le pitture della Cappella Sergianni notò in uno dei riquadri delle scene eremitiche, il primo a sinistra, un'iscrizione in cui si legge: «Perrinectus de Komvento» apposta su una fontana, inserita nella scena che rappresenta tre momenti della vita di un monaco eremita.
Nel 1881 Camillo Minieri Riccio, grazie alle sue ricerche archivistiche sui "documenti aragonesi", rintracciò due pagamenti al pittore "Pierretto da Benevento" da parte di Alfonso I d'Aragona per gli affreschi realizzati nella Chiesa dell'Annunziata di Napoli.
Henrich Brockaus, in un saggio monografico su Leonardo da Besozzo, a proposito del ciclo pittorico di San Giovanni a Carbonara, ricordava brevemente l'intervento del pittore "Piermectus" di Benevento, artefice della stessa striscia di affreschi che raccontava l'attività meditativa dei monaci eremiti.

## Principali opere attribuite
| Titolo                                                           | Autore                                      | Oggetto        | Localizzazione                                     | Datazione   |
| ---------------------------------------------------------------- | ------------------------------------------- | -------------- | -------------------------------------------------- | ----------- |
| Annunciazione, Nascita di Maria Vergine, Scene di vita eremitica | Leonardo da Besozzo, Perinetto da Benevento | dipinto murale | Napoli, Chiesa di San Giovanni a Carbonara         | 1440-1450   |
| Evangelisti e Dottori della Chiesa                               | Perinetto da Benevento                      | dipinto murale | Sant'Angelo d'Alife, Cappella di San Antonio Abate | 1425 - 1440 |
| Annunciazione, Natività di Gesù                                  | Perinetto da Benevento                      | dipinto murale | Sant'Angelo d'Alife, Cappella di San Antonio Abate | 1425 - 1440 |
| Incoronazione di Maria Vergine; Assunzione della Madonna         | Perinetto da Benevento                      | dipinto murale | Sant'Angelo d'Alife, Cappella di San Antonio Abate | 1425 - 1440 |
| Albero di Jesse                                                  | Perinetto da Benevento                      | dipinto murale | Sant'Angelo d'Alife, Cappella di San Antonio Abate | 1424 - 1440 |
| Episodi della vita di sant'Antonio Abate                         | Perinetto da Benevento                      | dipinto murale | Sant'Angelo d'Alife, Cappella di San Antonio Abate | 1425 - 1440 |
| Transito della Madonna; Presentazione di Maria Vergine al Tempio | Perinetto da Benevento                      | dipinto murale | Napoli, Chiesa di San Giovanni a Carbonara         | 1440 - 1450 |
| Scene di vita eremitica                                          | Perinetto da Benevento                      | dipinto murale | Napoli, Chiesa di San Giovanni a Carbonara         | 1440 - 1450 |
| Confratelli in adorazione                                        | Perinetto da Benevento                      | dipinto murale | Napoli, Soprintendenza                             | 1440 - 1460 |
| Scene di vita eremitica                                          | Perinetto da Benevento                      | dipinto murale | Napoli, Chiesa di San Giovanni a Carbonara         | 1440 - 1450 |